# Gambia op de Olympische Zomerspelen 1988
Gambia nam deel aan de Olympische Zomerspelen 1988 in Seoel, Zuid-Korea. Tot de selectie behoorden zes atleten, actief in twee sporten. Men won geen medailles.

## Deelnemers en resultaten

### Atletiek
| Olympiër      | Discipline | Resultaat | Prestatie                                         |
| ------------- | ---------- | --------- | ------------------------------------------------- |
| Dawda Jallow  | 400m (m)   | 30e       | serie 8: 3de in 46,91 kwartfinale 1: 7de in 46,35 |
| Momodou N'Jie | 800m (m)   | 61e       | serie 6: 7de in 1.55,57                           |
|               |            |           |                                                   |
| Jabou Jawo    | 100m (v)   | 54e       | serie 3: 8ste in 12,27                            |

### Worstelen
| Olympiër        | Discipline  | Resultaat   | Prestatie                                                                      |
| Vrije stijl     | Vrije stijl | Vrije stijl | Vrije stijl                                                                    |
| --------------- | ----------- | ----------- | ------------------------------------------------------------------------------ |
| Adama Damballey | -74kg (m)   | 13e         | groep B: 7de W van SAM Iutana: 4-0 V van YUG Sejdi: 0-4 V van FIN Rauhala: 0-4 |
| Matarr Jarju    | -82kg (m)   | 24e         | groep A: 13de V van ARG Iglesias: 0-4 V van JPN Ito: 0-4                       |
| Bakary Sanneh   | -90kg (m)   | 24e         | groep B: 13de V van AUT Lins: 0-4 V van SYR Al-Shamy: 0-4                      |

Afghanistan · Algerije · Amerikaanse Maagdeneilanden · Amerikaans-Samoa · Andorra · Angola · Antigua en Barbuda · Argentinië · Aruba · Australië · Bahama’s · Bahrein · Bangladesh · Barbados · België · Belize · Benin · Bermuda · Bhutan · Birma · Bolivia · Bondsrepubliek Duitsland · Botswana · Brazilië · Britse Maagdeneilanden · Brunei · Bulgarije · Burkina Faso · Canada · Centraal-Afrikaanse Republiek · Chili · China · Chinees Taipei · Colombia · Congo-Brazzaville · Cookeilanden · Costa Rica · Cyprus · Denemarken · Djibouti · Dominicaanse Republiek · Duitse Democratische Republiek · Ecuador · Egypte · El Salvador · Equatoriaal-Guinea · Fiji · Filipijnen · Finland · Frankrijk · Gabon · Gambia · Ghana · Grenada · Griekenland · Groot-Brittannië · Guam · Guatemala · Guinee · Guyana · Haïti · Honduras · Hongarije · Hongkong · Ierland · IJsland · India · Indonesië · Irak · Iran · Israël · Italië · Ivoorkust · Jamaica · Japan · Joegoslavië · Jordanië · Kaaimaneilanden · Kameroen · Kenia · Koeweit · Laos · Lesotho · Libanon · Liberia · Libië · Liechtenstein · Luxemburg · Malawi · Malediven · Maleisië · Mali · Malta · Marokko · Mauritanië · Mauritius · Mexico · Monaco · Mongolië · Mozambique · Nederland · Nederlandse Antillen · Nepal · Nieuw-Zeeland · Niger · Nigeria · Noord-Jemen · Noorwegen · Oeganda · Oman · Oostenrijk · Pakistan · Panama · Papoea-Nieuw-Guinea · Paraguay · Peru · Polen · Portugal · Puerto Rico · Qatar · Roemenië · Rwanda · Saint Vincent en de Grenadines · Salomonseilanden · Samoa · San Marino · Saoedi-Arabië · Senegal · Sierra Leone · Singapore · Soedan · Somalië · Sovjet-Unie · Spanje · Sri Lanka · Suriname · Swaziland · Syrië · Tanzania · Thailand · Togo · Tonga · Trinidad en Tobago · Tsjaad · Tsjecho-Slowakije · Tunesië · Turkije · Uruguay · Vanuatu · Venezuela · Verenigde Arabische Emiraten · Verenigde Staten · Vietnam · Zaïre · Zambia · Zimbabwe · Zuid-Jemen · Zuid-Korea · Zweden · Zwitserland